# Корумбатаи
Корумбатаи (порт. Corumbataí)  —  муниципалитет в Бразилии, входит в штат Сан-Паулу. Составная часть мезорегиона Пирасикаба. Входит в экономико-статистический  микрорегион Риу-Клару. Население составляет 4266 человек на 2006 год. Занимает площадь 278,143 км². Плотность населения — 15,3 чел./км².

## Статистика
- Валовой внутренний продукт на 2003 составляет 84.805.489,00 реалов (данные: Бразильский институт географии и статистики).
- Валовой внутренний продукт на душу населения на 2003 составляет 20.944,80 реалов (данные: Бразильский институт географии и статистики).
- Индекс развития человеческого потенциала на 2000 составляет 0,780 (данные: Программа развития ООН).